# Gare d'Olette - Canaveilles-les-Bains
La gare d'Olette - Canaveilles-les-Bains est une gare ferroviaire française de la ligne de Cerdagne (voie métrique), située sur le territoire de la commune d'Olette, à proximité  de Canaveilles,  dans le département des Pyrénées-Orientales en région Occitanie.
Elle est mise en service en 1910 par la Compagnie des chemins de fer du Midi et du Canal latéral à la Garonne.
C'est une halte voyageurs de la Société nationale des chemins de fer français (SNCF) desservie par le Train Jaune, train TER Occitanie spécifique pour la ligne de Cerdagne.

## Situation ferroviaire
Établie à 607 mètres d'altitude, la gare d'Olette - Canaveilles-les-Bains est située au point kilométrique (PK) 9,720 de la ligne de Cerdagne (voie métrique), entre les gares de Joncet et de Nyers.
Disposant de trois voies en gare, elle permet le croisement ou le dépassement des trains circulant sur cette ligne à voie unique.

## Histoire
La station d'Olette est mise en service le 18 juillet 1910, avec la première section de Villefranche à Mont-Louis, par la Compagnie des chemins de fer du Midi et du Canal latéral à la Garonne.
L'ancien bâtiment voyageurs, inutilisé par la halte SNCF, est aménagé pour les jeunes de la commune, il devient le 15 avril 2007 un Point d'information jeunesse (PIJ) avec un espace multimédia.
En 2009 la halte d'Olette est rénovée dans le cadre d'un programme consacré à l'ensemble de la ligne dans le cadre de son centenaire, les travaux concernent la rénovation du mobilier et la restitution de l'aspect historique, avec notamment la destruction de l'abri de quai en béton.

## Service des voyageurs

### Accueil
Halte SNCF, c'est un point d'arrêt non géré (PANG) à entrée libre.

### Desserte

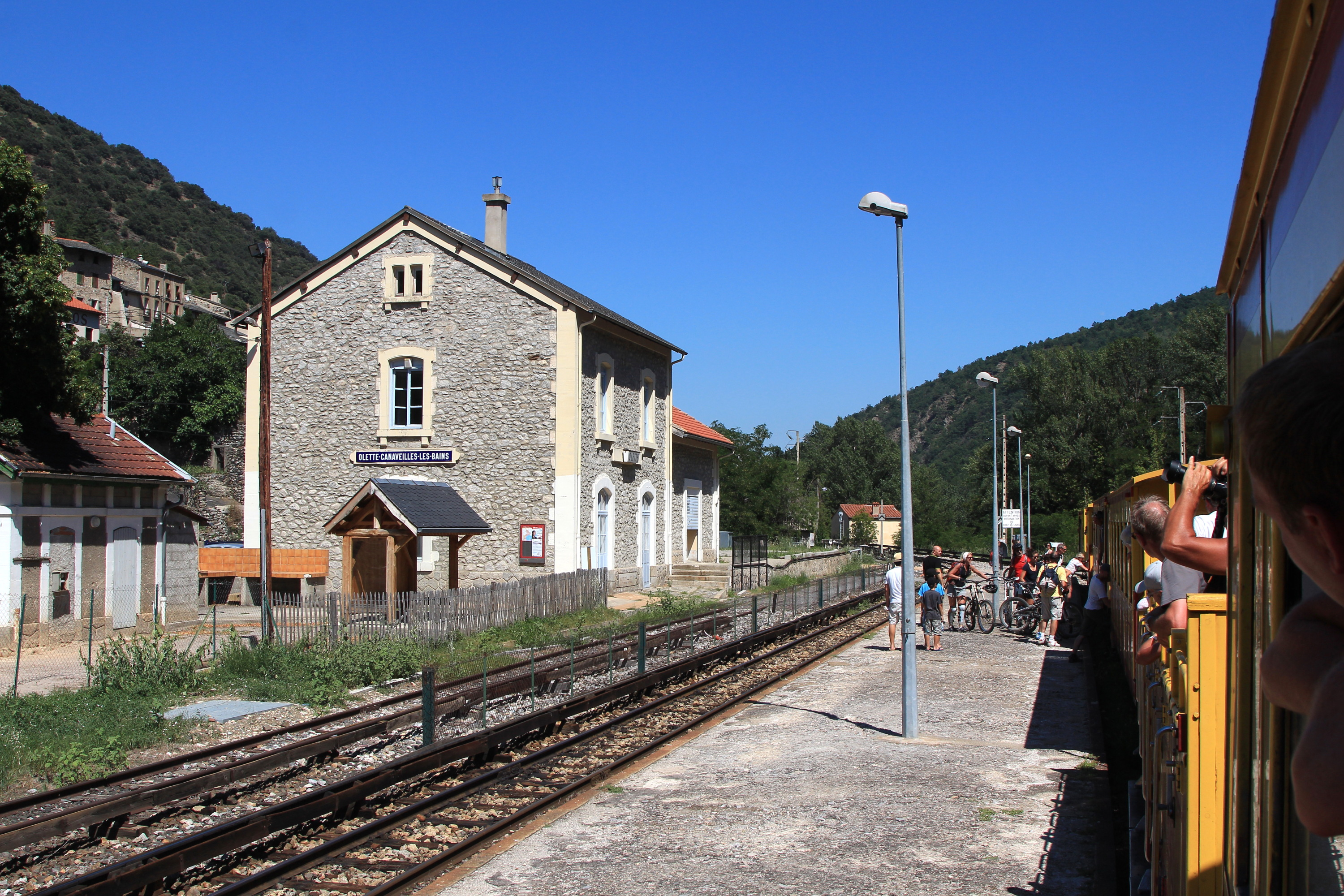
Vue générale de la gare en direction de Villefranche.

Olette - Canaveilles-les-Bains est desservie par des trains TER Occitanie (Train Jaune) qui effectuent des missions entre les gares de Villefranche - Vernet-les-Bains et de Latour-de-Carol - Enveitg.

### Intermodalité
Un parking pour les véhicules y est aménagé.